# Gaius Vipsanius Agrippa

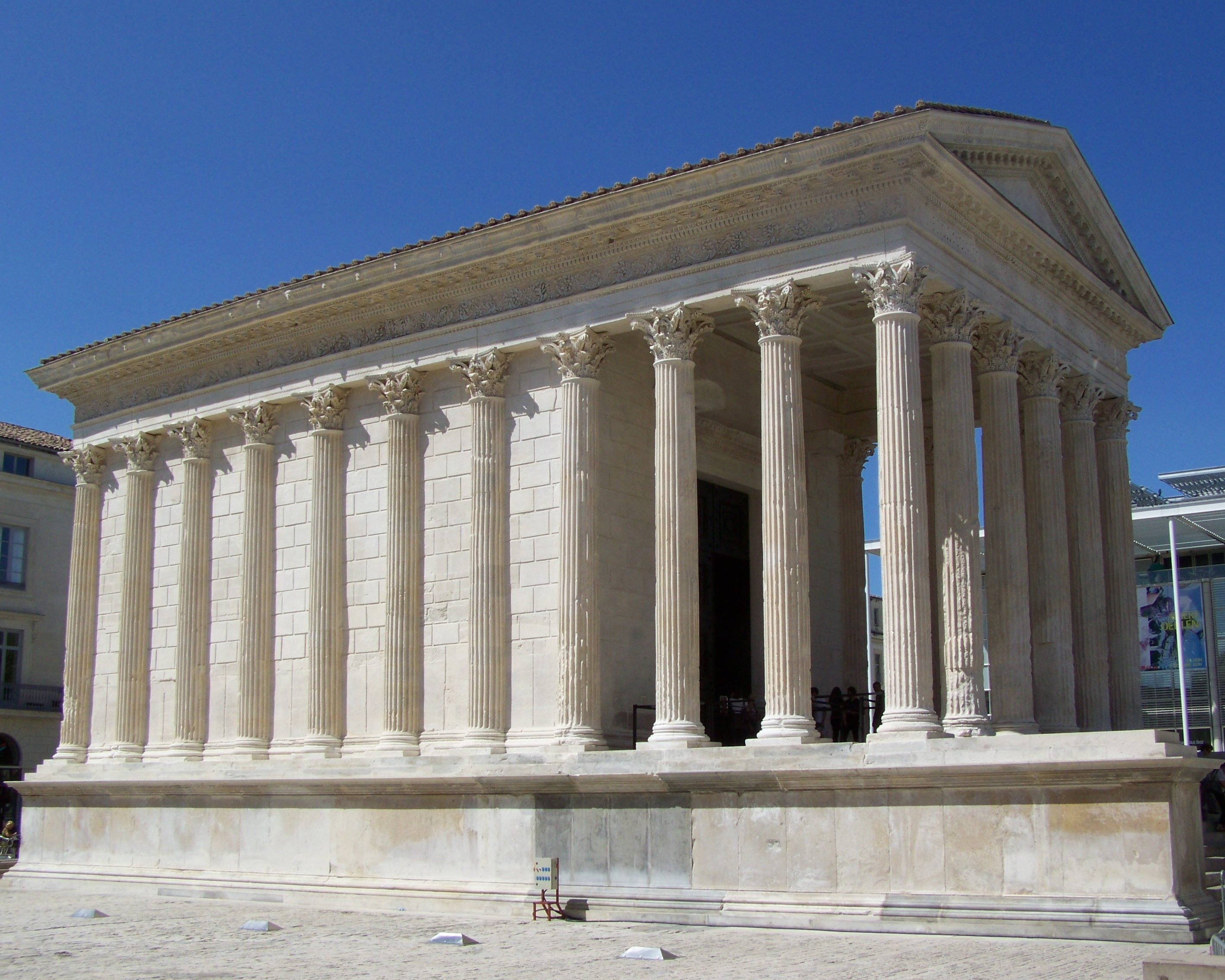
Het Maison Carrée in Nîmes was nog net tijdens zijn leven gewijd aan Agrippa.

Gaius Vipsanius Agrippa (Rome?, 20 v.Chr. – Limyra, 21 februari 4 n.Chr.), vanaf 17 v.Chr. Gaius Julius Caesar (Vipsanianus), was de oudste zoon van Marcus Vipsanius Agrippa en Julia Caesaris maior en als dusdanig een kleinzoon en potentieel opvolger van Imperator Caesar Augustus.

## Geboorte en jeugd
De geboorte van Gaius in 20 v.Chr. werd met vreugde verwelkomd door Augustus, omdat deze kort daarvoor Marcellus (door velen gedacht Augustus' beoogde opvolger te zijn) had verloren. De tempel in Nemausus (Maison Carrée) waaraan zijn vader Agrippa in 19 v.Chr. was beginnen bouwen zou uiteindelijk aan hem en zijn broer Lucius worden gewijd. Toen in 17 v.Chr. Gaius' broer Lucius ter wereld kwam, besloot Augustus zijn beide kleinzonen nog datzelfde jaar op formele wijze te adopteren. Hiermee werden beide jongens aangeduid als Augustus' rechtstreekse erfgenamen.
In 13 v.Chr. zou de toen zevenjarige Gaius deelnemen aan de ludus Troiae (spelen van Troje) bij de inwijding van het theater van Marcellus. Het jaar daarop echter zou zijn vader Agrippa komen te overlijden, waarop Gaius' moeder Julia als zwangere weduwe achterbleef. Omdat Augustus zijn dochter niet ongehuwd kon laten, besloot hij na lang aarzelen haar met Tiberius te doen trouwen. Hierdoor kregen Gaius' broertje Marcus Vipsanius Agrippa Postumus en diens zusjes, Vipsania Julia Agrippina en Vipsania Agrippina maior, een stiefvader (Gaius was in die tijd immers al geadopteerd door Augustus).
Hij zou in 8 v.Chr. met Augustus en Tiberius meegaan toen deze campagne voerden tegen de Sigambri en de soldaten zouden een congiarium (bonus) krijgen omdat Gaius voor de eerste maal had deelgenomen aan hun driloefeningen. Dit deed Augustus opdat zijn (adoptie)zoon de nodige militaire ervaring zou opdoen. Augustus besteedde daarenboven ook aandacht aan andere aspecten van de opvoeding van zijn (klein)zonen: hij leerde hen onder andere lezen, zwemmen en schrijven. Toen in 7 v.Chr. Tiberius samen met Gnaius Calpurnius Piso consul was en deze eerste toen hij vernam dat er onrust was in Germania naar daar was afgereisd om orde op zaken te stellen, stond Gaius Tiberius' collega Piso bij in de organisatie van de festiviteiten om Augustus' terugkeer te vieren. In 6 v.Chr. moest Augustus vaststellen dat het volk Gaius, die door vleiers werd omring, tot consul wenste uit te roepen, waarvan hij slechts met grote moeite het volk wist af te brengen. Om de gemoederen enigszins te sussen stelde hij Gaius aan als pontifex en stond hij hem toe senaatszittingen bij te wonen alsook onder de senatoren te zitten tijdens spelen en banketten. Maar om Gaius en Lucius te doen inzien dat zij niet de enigen waren die Augustus konden opvolgen, liet hij aan Tiberius de tribunicia potestas voor vijf jaar toekennen en gaf hem opdracht de toestand in Armenia te regelen. Maar hij krenkte niet enkel zijn kleinzonen in hun eer, maar ook Tiberius die zich de tribunicia potestas enkel zag worden toegekend om Gaius en Lucius een hak te zetten. Daarop zou Tiberius in zelfgekozen "ballingschap" gaan naar Rhodos.

## Gaius' carrière
In 5 v.Chr. (Gaius was toen 15 jaar oud) werd door Augustus aan Gaius de toga virilis gegeven, waarop de equites hem verkozen tot hun princeps iuventutis, Gaius werd aangesteld als sevir turmae en de senaat hem aanstelde als consul designatus (toekomstig consul) voor het jaar 1 n.Chr. (d.i. vijf jaar later). In 2 v.Chr. zouden Gaius en Lucius de leiding in handen hebben over de Ludi Circenses (wagenrennen) ter ere van de inwijding van de tempel van Mars Ultor. In 1 v.Chr. huwde hij Livilla. Datzelfde jaar zou hij ook een bezoek brengen aan de legioenen die in de buurt van de Donau waren gelegerd, met de bedoeling ervaring op te doen. Hij zou zijn consulaat aanvangen op Samos, waarna hij Alexandria et Aegyptus en Syria aandeed en orde op zaken stelde in het Nabatese koninkrijk. Vervolgens werd hij met een imperium proconsulare en Marcus Lollius als zijn rector (begeleider) naar Armenia gestuurd, waar de dood van Tigranes IV voor veel onrust zorgde doordat koning Phraataces van de Parthen de Armeniërs tot opstand had weten te brengen en eiste dat de Parthische gijzelaars werden vrijgelaten. Hij zou eerst Ariobarzanes en vervolgens diens zoon Artavasdes op de troon helpen.

## Gaius' dood
Tegen Gaius' aanstelling kwam een zekere Addon in opstand, die de stad Artagira bezet hield. Toen Gaius daar aankwam (7 september 3 n.Chr.), vroeg Addon Gaius om wat dichter bij de muren te komen opdat hij hem de geheimen van de Parthische koning kon verraden, waarop hij erin slaagde de jongeman te verwonden. Nadat de belegering met succes was beëindigd, riepen zijn soldaten hem uit tot imperator. Gaius, die al niet echt een goede gezondheid had, zou echter ziek worden door de opgelopen verwonding en uiteindelijk op 21 februari 4 n.Chr., nadat zijn verzoek om als privaat burger in Syria te blijven om te herstellen door Augustus was afgewezen, komen te overlijden in Limyra.

## Na zijn dood
Daar zijn jongere broer Lucius reeds in 2 n.Chr. was overleden, stierf met Gaius de laatste van Augustus' adoptiezonen. Hierdoor was Augustus verplicht zijn opvolgingsplannen te herzien en uiteindelijk Tiberius en Agrippa Postumus (de jongere broer van Lucius en Gaius Caesar) te adopteren.